# Locomotive Seguin
La locomotive de Marc Seguin est la première locomotive à vapeur à utiliser une chaudière tubulaire, une invention décisive, permettant de multiplier par six la puissance développée. L'ébullition est obtenue par la circulation des gaz de combustion dans de multiples « tubes à feu » traversant le corps de chauffe, ce qui augmente considérablement la surface d'échange thermique et le rendement, la chaudière donnant 1 200 kg de vapeur à l'heure au lieu de 300 et portant la vitesse à 30 km/h au lieu de 16. 
Cette invention de Marc Seguin, déposée le 12 décembre 1827, a d'abord été appliquée à des bateaux naviguant sur le Rhône.
La locomotive Seguin est construite en douze exemplaires dans les ateliers de Perrache entre 1829 et 1835.

## Historique
La locomotive fit ses premiers tours de roue le 1er octobre 1829 (quelques jours avant la Rocket de George Stephenson avec lequel Marc Seguin était en relation continue). Elle équipa la seconde ligne de chemin de fer française, reliant Saint-Étienne à Lyon (1830-1832) où elle assura un trafic voyageur dès 1831.
Une réplique de cette locomotive est réalisée entre 1982 et 1987 par Gaston Monnier, professeur de mécanique dans un lycée technique parisien et président-fondateur de l'ARPPI (Association pour la reconstruction et la préservation du patrimoine industriel).

## Caractéristiques
La machine est du type : 020 (deux essieux moteurs, aucun essieu porteur).
Elle se caractérise par :
- un châssis en bois,
- une chaudière tubulaire en cuivre,
- un moteur à deux cylindres verticaux,
- quatre roues motrices en bois cerclées, couplées par bielle,
- une bâche à eau permettant le préchauffage de l'eau avant injection dans la chaudière,
- une cheminée basse du côté du foyer pour protéger le mécanicien de la fumée,
- deux ventilateurs actionnés par les roues permettant d'améliorer le tirage par soufflage d'air dans le foyer.